# 일본국 헌법 제96조
일본국 헌법 제96조(일본어: 日本国憲法第96条)은 일본국 헌법 제9장 "개정"의 유일한 조문으로, 일본국 헌법의 개정 절차에 대해 규정하고 있다.

## 조문
일본국 헌법 제96조
① 이 헌법의 개정은 각 의원(議院)의 총 의원(議員)의 3분의 2 이상의 찬성으로 국회가 이를 발의하여, 국민에게 제안하여 그 승인을 거쳐야 한다. 이 승인에는 특별한 국민 투표 또는 국회가 정하는 선거 때 함께 시행되는 투표에 있어서 그 과반수의 찬성을 필요로 한다.
② 헌법 개정에 대해 전항의 승인을 거친 때에는, 천황은 국민의 이름으로, 이 헌법과 일체를 이루는 입장으로서 즉시 이를 공포한다.

## 해설
일본국 헌법의 개정 절차애 관하여 필요한 사항을 규정하고 있다. 통상적인 법률에서는 해당 법률의 개정 방법에 대해 언급하고 있는 조항은 없으며, 단지 국회의 의결로 개정하거나 법률의 통상적인 제정 절차와 같은 절차를 통해 개정하지 않고 폐지가 이루어지는 것이 보통이다. 일본국 헌법은 통상적인 법률 제정에 필요한 요건보다도 그 개정 절차를 더 까다롭게 하고 있으며, 이는 곧 일본국 헌법이 "경성 헌법"임을 보여준다.
대략적으로 헌법 개정에 필요한 요건은 다음과 같다.
- 양 의원(중의원 및 참의원)에서 각각 총 의원의 3분의 2 이상의 찬성
- 국민투표에서 과반수의 찬성

이 조항에 대해 최고재판소는 구체적인 헌법 개정의 절차에 대해서는 법률의 규정에 맡기고 있는 것이라고 해석했으며, 이에 따라 2007년에 제정된 "일본국 헌법의 개정 절차에 관한 법률(국민투표법)"에서 헌법 개정 절차를 보다 더 자세히 규정하고 있다.
일본국 헌법은 1947년 5월 3일 시행된 이후 지금까지 단 한 번도 개정되지 않아, 일본은 전 세계에서 가장 오랜 기간 동안 헌법을 개정하지 않고 유지하는 나라가 되었다.
덧붙여 일본국 헌법은 상유에서 볼 수 있듯 일본 제국 헌법의 개정 절차에 따라 제정되어 천황의 이름으로 공포되었지만, 일본국 헌법의 개정 절차에서는 국민의 이름으로, 천황이 대신 공포하는 것으로 규정되어 있다.
여기서 헌법 개정안의 발의권이 내각에도 있는지에 대해서는 학계의 해석이 엇갈리고 있다. "국회가 헌법 개정안을 발의한다"는 부분에서 발안권자를 "국회의원"으로 한정한다고 볼 수 있는지가 주요 쟁점이 되는 부분이다. 내각의 헌법 개정안 발의권을 인정할 수 있다는 긍정설은 조항을 문자 그대로 해석하여 "국회"가 헌법 개정안을 발의한다고 한 것이지 "국회의원"에 발의권을 한정한다는 내용은 어디에도 없다는 논리를 적용하여, 더 나아가 내각의 발의권을 인정한다 하더라도 어차피 국회의 심사를 거치게 되어 있기 때문에 입법부로서 국회의 자주성은 손상되지 않으며, 의원내각제의 특징인 내각(행정부)와 의회(입법부)의 융화 관계를 고려할 때 내각에 발의권을 인정해도 문제가 없다고 주장한다. 일본 정부 역시 내각법 제5조 "내각총리대신은 내각을 대표하여 내각이 제출할 법률안, 예산 및 기타의 의안을 국회에 제출한다"의 규정을 들어 "기타의 의안"에 헌법 개정안이 포함된다고 해석하고 있다. 한편, 내각에 헌법 개정안 발의권을 인정할 수 없다는 부정설은, "국회"는 헌법상 "국회의원"으로 구성된 기관이기 때문에 "국회가 발의권을 가진다"는 것은 곧 "국회의원이 발의권을 가진다"는 것과 같다고 주장한다. 또한 국회가 헌법 개정안을 발의하고 심사까지 하도록 규정되어 있는 것이기 때문에 내각이 이에 간섭하는 것은 헌법에 위배된다고 주장한다.
그러나 의원내각제 특성상 내각의 구성원인 국무대신이 국회의원까지 겸직하는 경우가 대부분이고, 설사 의원 자격이 없는 국무대신이 있다 하더라도 자신과 같은 당파에 소속된 다른 국회의원을 통해 헌법 개정안을 제출할 수 있으므로 이러한 논쟁 자체가 가져오는 실익이 도대체 무엇이냐는 의견도 적지 않다.